# Addington (Londen)
Addington is een gebied in het Londense bestuurlijke gebied Croydon, in de regio Groot-Londen.
In de wijk ligt Addington Palace, tussen 1805 en 1896 de residentie van de aartsbisschoppen van Canterbury.
In de kerk van Saint Mary the Blessed Virgin is aartsbisschop van Canterbury Charles Manners-Sutton bijgezet in een crypte (1828). Op het kerkhof zijn verder tussen 1848 en 1882 vier opeenvolgde aartsbisschoppen van Canterbury begraven.

## Galerij

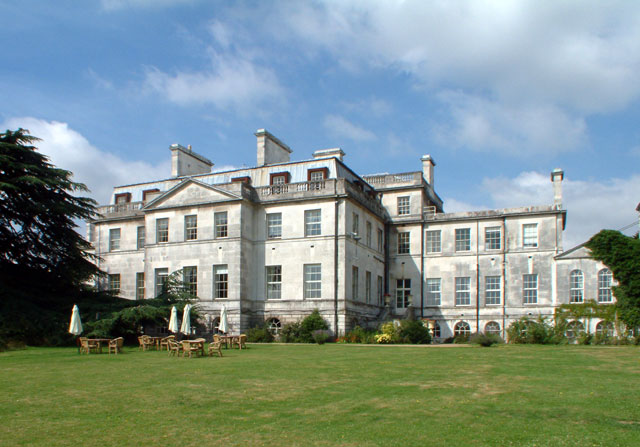
Addington Palace
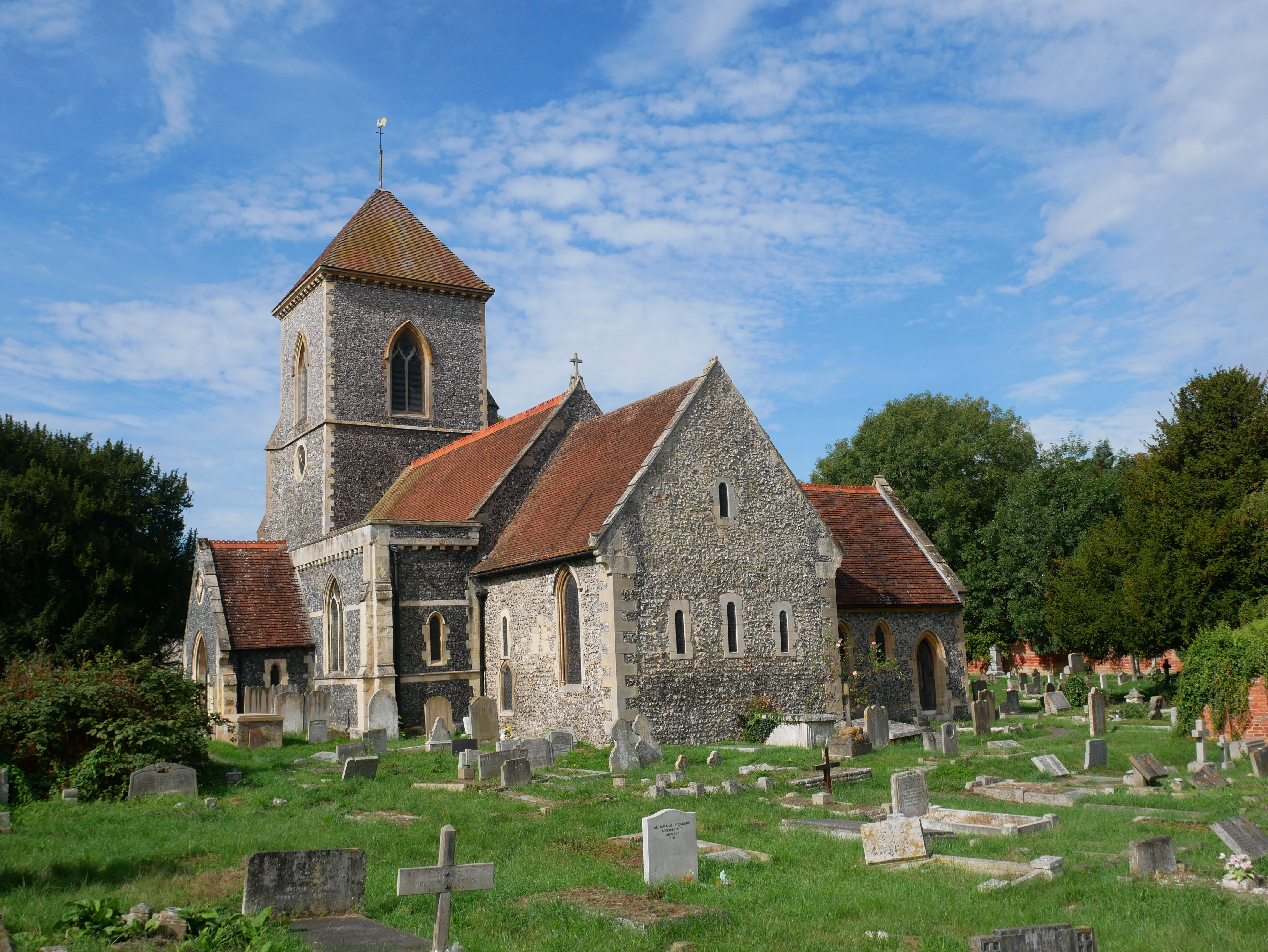
Church of Saint Mary the Blessed Virgin